# 顏伯瑋
顏伯瑋（1352年—1402年），名瑰，以字行，江西等處行中書省吉安路廬陵縣（今江西省吉安市）人。明朝政治人物。
顏伯瑋为唐魯國公颜真卿后人。建文元年，以賢良征，授沛縣知縣。其善于规划，使得縣郡不困。当时恰逢豐、沛軍民指揮司，顏伯瑋集民兵五千人，构筑城堡作为防御。燕王朱棣进攻沛县时，顏伯瑋派遣縣丞胡先到徐州告急，援兵不至，于是派遣弟顏玨、子顏有為還家侍父，自己在公署壁题诗誓死。燕军攻占东门后，指揮王顯迎降。顏伯瑋冠帶升堂，向南拜，上吊自杀。其子顏有為不忍离去，再次返回，看到父亲尸体后，亦拔剑自杀。
沛縣被燕军占领后，主簿唐子清、典史黃謙均被逮捕。燕將欲釋子清。子清说：「願隨顏公地下。」，遂被杀。燕將派遣黃謙去徐州招降，黃謙不从，亦被杀。